# ミャンマー軍の経済活動
ミャンマー軍の経済活動（ミャンマーぐんのけいざいかつどう）について詳述する。

## 歴史

### 国防サービス研究所（DSI）
1948年7月、「請負業者側の特定の不正行為により」契約による従来の軍事用食堂システムが廃止され、代わりに、1951年、国防省から60万チャット（当時のレートで約12万6000米ドル）の融資を受け、国防サービス研究所（The Defence Service Institute：DSI）という新しい食堂組織が設立された。責任者に当時少佐だったアウンジーで、幹部のほとんどがアウンジーと同じ第4ビルマ・ライフル部隊出身者だった。その目的は「部隊の福利厚生とニーズに対応し、士気を維持すること」で、DSIは、輸入品・国内調達物資の両者に関して、関税、販売税、港湾使用料その他広範な免税措置を受けており、他社に比べて著しく優位な立場にあった。
DSI第1号店は1952年5月にヤンゴンでオープンし、兵士や一般市民に「牛乳、砂糖、ビールなどの商品の大量販売」を行っていた。2か月以内に、店は拡大し、「すべての消費財の大量販売と小売販売の両方」を取り扱うようになり、1年後にはマンダレー店がオープン、数年のうちにメイミョー、メイッティーラ、タウンジーなど全国18店舗に拡大した。1951年には兵士とその家族に教科書やノートを供給する教育用出版社を設立し、これもあっという間に事業を拡大し、1955年にアヴァハウス（Ava House）という文房具店兼出版社となり、一般市民にも開放された。1953年には国軍の調達契約を一手に引き受ける国際貿易商社（ITH）を設立し、国軍と納入業者の間に入って中間マージンを取るようになり、やがて民間業者といっしょに政府に入札に傘下するようになった。
1958年～1960年のネ・ウィン選挙管理内閣時代、「国家機関は私的利益を目的としない経済組織に物質的援助を与える政策を目指さねばならない。協同組合ならびに同種の組織に優先権が与えられる」という憲法の条項を逆手に取って、DSIは事業をさらに拡大した。まず鉄道用、河川交通用、電力用などの石炭をインドから年間300万トンを購入していた輸入事業をユダヤ系企業から買収した。次いで政府と共同出資でビルマ・ファイブスター・シッピング・ライン（Burma Five Star Shipping Line）という7隻の船を保有する海運会社を設立した。さらにA・スコット銀行を買収してアヴァ銀行に改組し、日本から日野自動車製バス24台が輸入されると、ヤンゴンに定期バス路線を開設した。DSI傘下の企業を列挙すると、以下のようになる。
- DSI総合商社（国軍将校・兵士を対象とする小売店）
- 家畜・水産物加工販売会社
- 国際貿易商社（ITH）（輸出入商社）
- アヴァ・ハウス（文房具店兼出版社）
- ビルマ・ファイブスター・シッピング・ライン（海運会社）
- ビルマ全国住宅・建設公社
- ビルマ国際監査法人（アメリカ企業との合弁会社）
- 都市交通会社（バス会社）
- ロウ・アンド・カンパニー（Rowe & Co）（ミャンマー最大のデパート）
- ストランドホテル管理会社
- ラングーン電器製作会社（電気製品組み立て会社）
- ゼネラル・トレーディング（石炭業）
- コンチネンタル・トレーディング・ハウス（流通業）

このようにしてDSIは国内最大の企業組織となった。またDSIは国軍将校に副業を奨励し、例えばタクシー会社を経営するためにマツダの三輪車を数百台輸入し、大尉以上の階級の国軍将校全員に販売した。三輪車代を払う余裕のない将校には、アヴァ銀行から融資が行われた。選挙管理内閣時代には、ヤンゴンに不法占拠していた16万7,000人もの人々をヤンゴン北部にオッカラパとタケタに移住させたが、空いた土地は国軍将校がアヴァ銀行から融資を受けて買い上げ、住宅を建てて、外国大使館員や外国企業の駐在員に貸して巨額の利益を得た。これにより、それまで汚職や闇市場で利益を得ていた現場司令官と、インド人・中国人の事業家だけが握っていた経済力の一部が国軍幹部へ移り、国防費以外の国軍の資金源となった。

ミャンマー人ジャーナリストのウー・タウンは以下のように語る。

### ビルマ経済開発公社（BEDC）
1960年代初め、DSI傘下の多くの企業は新たに設立されたビルマ経済開発公社（Burma Economic Development Corporation：BEDC）の傘下に入り、事実上国軍の管理下に置かれた。12人からなる取締役会と4人からなる執行部が設けられ、全員が軍人で、取締役会長にはテインペー（Thein Pe）、執行部議長にはアウンジーが就任した。しかし、1962年にネ・ウィンが軍事クーデターを起こして、軍事独裁政権が成立し、ビルマ社会主義計画党（BSPP）が掲げる『ビルマ社会主義への道』の下、経済の国有化が進むと、DSI・BEDC傘下の企業も国有化された。
BSPP時代には、国軍は商業活動を行わないことが義務づけられていた。そのため営利目的の軍事企業は存在しなかったが、国軍は基本的な生活必需品の生産に携わっており、そのほとんどは軍人とその家族の福利のためだった。基本的には個々の部隊単位で、規模はかなり小さく、連隊基金（RF）からの財政支援を受けていた。例えば大隊は、米や野菜を栽培し、鶏や魚を飼育し、食堂、酒家、ビデオハウスを経営し、ろうそく工場のような家内工業を営んでいたが、これらはすべて連隊基金から資金援助を受けていた。
福利厚生の面では、軍人だけの特別な特権はなかった。上級将校は他の党幹部と同じように、ヤンゴンにある2つの国営商店で補助金を受けた日用品を買うことができ、上級幹部は国営企業で特定の日用品の購入許可を申請することができたが、それは決して権利ではなかった。しかし制服やその他の身の回り品、給与や配給（水・乾物）、住宅設備や手当、医療サービス（肉親の場合も）などを受ける権利はあった。一般に予算外の福祉補助金がないにもかかわらず、兵士は民間人よりも、また一般市民よりも多少恵まれている程度だった。

### ミャンマー・エコノミック・ホールディングス（MEHL）とミャンマー経済公社（MEC）
8888民主化運動後の一連の国軍拡大化路線の原資として、1990年にミャンマー・エコノミック・ホールディングス（MEHL）の前身・ミャンマー連邦経済持株会社 (UMEHL) 、1997年にはミャンマー経済公社（MEC）という国軍系企業が設立された。いずれもDSI同様、免税特権を有している。
MEHLの設立目的は、現役軍人、連隊福祉団体、退役軍人、退役軍人団体に対する経済的支援で、その株式はすべて国防省と調達総局、現役軍人と退役軍人が有している。傘下には宝石、衣料品、木材、食品・飲料・その他貿易、スーパーマーケット、銀行、ホテル・観光、運輸、電気通信・電子機器、コンピューター、建設・不動産、鉄鋼業、セメント生産、自動車、化粧品、文房具などさまざまな企業がある。一方、MECの設立目的は国防費削減が主な目的とされ、軍人の株式所有ではなく国防省が直接管理・運営をしている。傘下にさまざまな企業があるのはMEHLと同じだが、鉱業や重工業系企業が多いのがわずかな違いである。
MEHLやMECの財務状況は公表されておらず、莫大な裏金を運用して国軍幹部に利益をもたらしているとされる。これに加えてクローニーと呼ばれる企業コングロマリットが10社以上存在し、国軍幹部と姻戚関係を結んだりして緊密な関係を築き、軍から許認可や受発注の便宜を受け、急成長し始めた。
これらの企業群は国防予算とは国軍の貴重な収入源となると同時に退役軍人の出向先となり、国軍の重要な利権となった。すべての将校はMEHLやMECの株式から直接的・間接的に利益を得、家族を通じて非合法ビジネスからの利益も得ている。それより地位の低い軍人たちは主に汚職や麻薬などの闇市場から利益を得ている。また軍人のための福祉、医療、教育施設が多数設立され、軍人たちには高品質の米や食用油など補助金付きの希少商品が提供されるようになり、軍人だけの排他的なコミュニティが形成された。

## 国軍系企業一覧

### 国防サービス研究所（DSI）傘下企業
※1963年の国有化時
- 国防サービス研究所（DSI）本社
- 第1国防サービス研究所（DSI）
- 総合食料品店/食堂・ベアトリス・フーズ（ビルマ）（Beatrice Foods 《Burma》 Ltd.）
- ビルマ・オーキッド[注釈 3]（Burma Orchid Ltd.）
- ビルマ国際検査（Burma International Inspection Co. Ltd.）

### ビルマ経済開発公社（BEDC）傘下企業
※1963年の国有化時
- ビルマ経済開発公社（BEDC）本社
- ビルマ飲料（Burma Beverage Co.）
- マンダレー蒸留酒製造所（Mandalay Brewery and Distillery）
- ビルマ化学工業（Burma Chemical Industries Ltd.）
- ビルマペイント（Burma Paints Ltd.）
- ビルマ製薬工業（Burma Pharmaceutical Industries）
- セントレイド・プラスチック製造（Centrade Polyproducts Ltd.）
- ビルマ缶詰工場（Burma Canning Factory）
- ビルマ・シューズ（Burma Shoes Ltd.）
- 衣料品工場（Garment Factory Ltd.）
- ロッジ・プラグ（ビルマ）（Lodge Plug (Burma) Ltd.）
- メカニカル＆エレクトリカル（Mechanical and Electrical Ltd.）
- マルチテックス（Multitex Co.Ltd.）
- ビルマ農業（Burma Farms Ltd.）
- ビルマ漁業（Burma Fisheries Ltd.）
- ビルマ国営住宅建設（Burma National Housing and Construction Co.Ltd.）
- アヴァ・ハウス（書店）（Ava House (Bookstore) Ltd.）
- ミャワディ出版（Myawaddy Press Ltd.）
- ビルマ・ファイブスター・ライン（Burma Five Star Line Ltd.）
- ラングーン・エージェンシー（Rangoon Agencies Ltd.）
- ディーゼル＆一般サービス（Diesel and General Services Ltd.）
- ビルマ・ホテル（Burma Hotels Ltd.）
- ホテル・インターナショナル（Hotel International Ltd.）
- ツーリスト社（ビルマ）（Tourist (Burma) Ltd.）
- スタンダード・ホテル（Strand Hotel Ltd.）
- アヴァ保険（Ava Insurance Ltd.）
- 人民ローン（People's Loan Co.Ltd）
- ラングーン・ドラッグハウス（Rangoon Drug House Ltd.）
- ロウ＆カンパニー（Rowe & Company Ltd.）
- ビルマ・アジア（Burma Asiatic Co.Ltd.）
- ビルマ・チーク＆ベニヤ貿易（Burma Teak and Plywood Trading Co.）
- コンチネンタル総合商社（Continental Trading House）
- ビルマ総合商社（Burma Trading House Ltd.）
- ダルハウジー・ストアー（Dalhousie Stores Ltd.）
- ゼネラル総合商社（General Trading House Co.Ltd.）
- インターナショナル総合商社（International Trading House Co.）
- モーターハウス（Ｍotor House Ltd.）
- S・オッペンハイマー社（S. Openheimer & Co.Ltd.）
- ユナイテッド石炭＆コーク供給・総合貿易（United Coal and Coke Suppliers and General Trading Co.Ltd.）
- 経済開発水産社（Economic Development Fisheries Ltd.）
- ビルマ貿易（ロンドン）（Burma Trade 《London》）
- ビルマ経済開発公社（BECD）支社（東京）（BEDC Branch Office 《Tokyo,Japan》）